# The Adventures of Priscilla, Queen of the Desert
The Adventures of Priscilla, Queen of the Desert (bra: Priscilla, a Rainha do Deserto) é um filme australiano de 1994, dos gêneros comédia dramática e musical, dirigido por Stephan Elliott.
A trilha sonora apresenta as canções "I Love the Nightlife", "I Will Survive", "I've Never Been to Me",
"Go West", "One way or another", "A Fine Romance", "Finally", "Mamma Mia", "My Baby Loves Lovin'", "I Don't Care if the Sun Don't Shine", "Shake Your Groove Thing", "Super Freak" e "Save the Best for Last".

## Sinopse
Duas drag queens, Anthony/Mitzi e  Adam/Felicia, e uma transexual, Bernadette, são contratadas para fazer um show  de Drag Queen em um resort em Alice Springs, uma cidade turística no remoto deserto australiano. Elas viajam a bordo de seu ônibus, Priscilla. No caminho, descobrem que a mulher que os contratou é a esposa de Anthony. O ônibus quebra, e é consertado por Bob, que passa a viajar com elas.

## Elenco
- Terence Stamp .... Bernadette
- Hugo Weaving .... Anthony / Mitzi
- Guy Pearce .... Adam / Felicia
- Bill Hunter .... Bob
- Sarah Chadwick .... Marion
- Rebel Russell
- John Casey
- June Marie Bennett .... Shirley
- Murray Davies
- Frank Cornelius
- Bob Boyce
- Leighton Picken
- Maria Kmet
- Joseph Kmet
- Alan Dargin
- Julia Cortez .... Cintia
- Margaret Pomeranz (sem crédito) como mãe de Adam
- Stephan Elliott (sem crédito) como porteiro

## Recepção
No site agregador de críticas Rotten Tomatoes, 93% das 30 resenhas dos críticos são positivas. O consenso diz: "Embora a sua premissa é madura para a comédia - e certamente oferece seu quinhão de risos (...) também é um filme de estrada surpreendentemente suave e pensativo com algumas performances excelentes."

## Principais prêmios e indicações
Oscar 1995 (EUA)
- Venceu na categoria de melhor figurino.[3]

BAFTA 1995 (Reino Unido)
- Venceu nas categorias de melhor figurino e melhor maquiagem.
- Indicado nas categorias de melhor ator (Terence Stamp), melhor fotografia, melhor desenho de produção e melhor roteiro original.
- Indicado ao Prêmio Anthony Asquith para melhor filme musical.

Globo de Ouro (EUA)
- Indicado nas categorias de melhor filme - comédia / musical e melhor ator em cinema - comédia / musical (Terence Stamp).[4]